# Battaglia di Confienza
La battaglia di Confienza fu un episodio della seconda guerra d'indipendenza italiana. La battaglia si svolse il 30 maggio 1859 tra gli austriaci e i piemontesi.

## La battaglia
La 2ª divisione piemontese, giunta a posizionarsi tra la città di Vercelli ed il fiume Sesia il 29 maggio, decise il mattino successivo di oltrepassare il fiume, per poi dirigersi verso Borgo Vercelli a Casalino. Durante il passaggio attraverso Borgo Vercelli, il generale Manfredo Fanti decise di inviare uno squadrone di ricognizione sulla strada verso Novara, che, come previsto, incontrò uno squadrone di cavalleria austriaca che aveva il compito di compiere delle requisizioni nell'area, riuscendo a metterlo in fuga.
Non appena la 2ª divisione fu giunta integra a Casalino, mentre infuriavano gli scontri di Vinzaglio e Palestro, una delle due colonne si spostò su Vinzaglio e l'altra si portò invece a Confienza, dove vi erano altri avamposti degli austriaci.
Dopo una breve schermaglia, la colonna di Confienza riuscì a mettere in fuga il nemico, respingendolo a Robbio. La divisione piemontese si insediò a Confienza la sera del 30 maggio, ma il mattino successivo si portò nuovamente sino a Robbio con un gruppo di cavalleggeri e un altro di bersaglieri, respingendo così un tentativo di sortita degli austriaci su Confienza. Fu a quel punto che il generale Fanti decise di disporre l'intera brigata "Piemonte" in posizione di attacco, supportata lateralmente dalla brigata "Aosta" divisa tra Cascina Nuova e l'area della roggia Busca, minacciando così il fianco destro ed il fianco sinistro nemico. L'attacco fu particolarmente violento e venne condotto anche alla baionetta.